# Puente atirantado del Nalón
El puente atirantado del Nalón es el puente de la carretera AS-117 (Corredor del Nalón) a su paso entre el casco urbano de Langreo entre La Felguera y Sama, en el municipio asturiano de Langreo.

## Historia

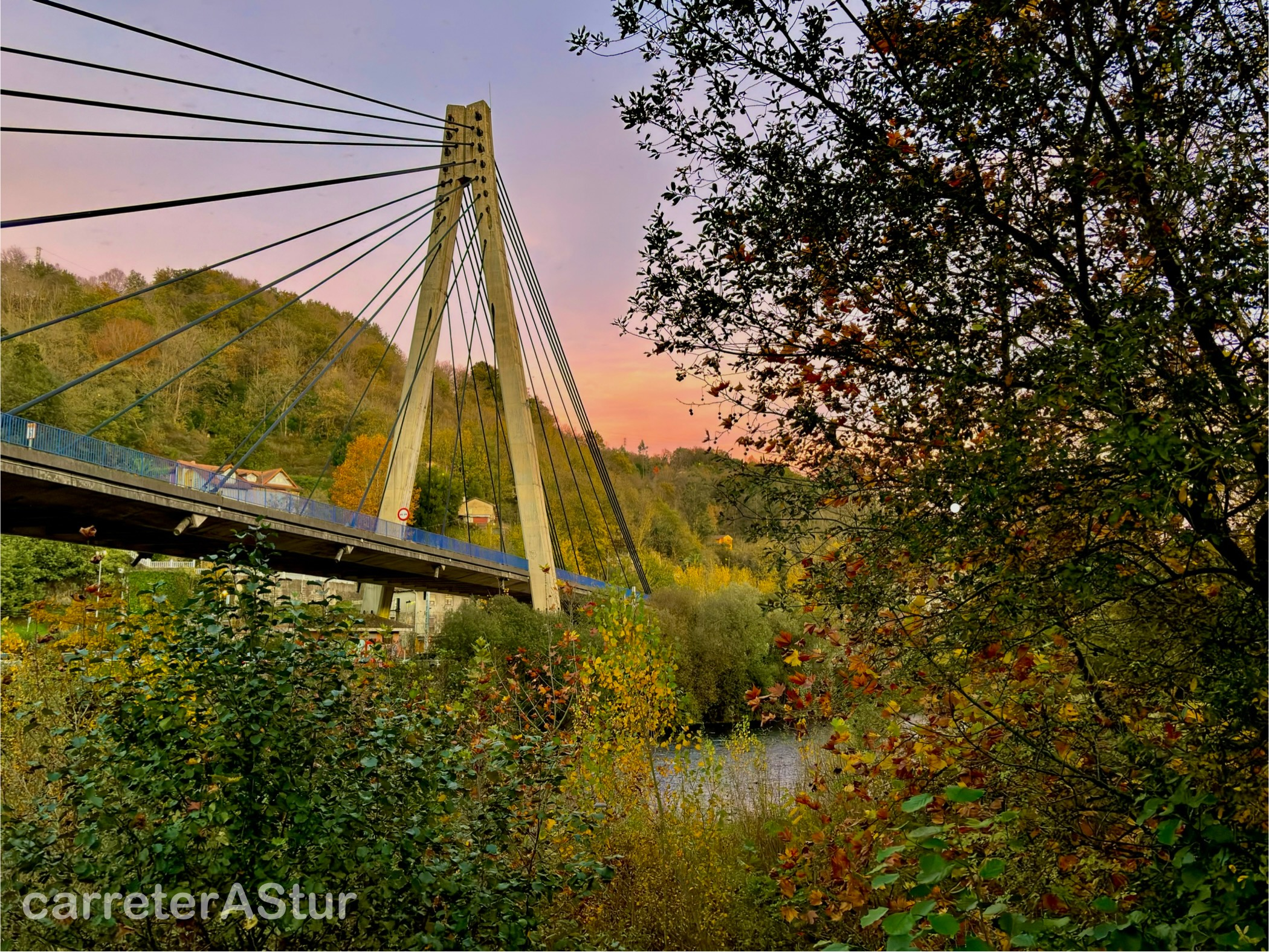
Vista desde el Puente Nuevo de Sama

En 1991 se inauguró sobre el Nalón este puente atirantado, siendo el cuarto de España de este tipo. Salva superiormente toda la sucesión de obstáculos concentrada en esa zona: la línea FFCC Gijón - Laviana, el haz de la estación de FEVE, el nudo formado por la intersección de comunicación entre Sama y La Felguera con el llamado puente de Sama, el río Nalón y las calles que discurren por sus dos márgenes. 
El puente fue construido en hormigón armado con una pila en forma de V invertida de 57 metros de altura. El tramo atirantado con cables de color negro es de 220 metros y la longitud total del viaducto es de 630 metros, sustentado el resto mediante pilares. Los tirantes fueron fabricados en España con torones de 0,6” introducidos en vainas de PVC. El puente soporta un importante tráfico diario de turismos y camiones, y se ha convertido en uno de los elementos arquitectónicos más reconocibles del concejo.

## Datos
Proyecto: Puente Atirantado de Langreo
Diseño: Javier Manterola y Leonardo Fernández Troyano.
Promotor: Principado de Asturias
Director del proyecto: C. Fernández Casado SA
Constructora: Construcciones y Contratas SA
Longitud del atirantado: 220 m
Longitus tramos de acceso: 410 m
Altura pila principal: 57 m
Tirantes: 32 unidades
Excavación de cimientos: 6600 m²
Pilotes: 240 m
Acero en redondos: 635 Tm
Acero en cables: 114 m
Hormigón: 7800 m³